# 別列濟夫卡河
別列濟夫卡河（烏克蘭語：Березівка），是烏克蘭的河流，位於該國中部，流經基洛夫格勒州，屬於因胡尔河的左支流，河道全長74公里，集水區面積665平方公里。